# Kybos obrudens
Kybos obrudens är en insektsart som först beskrevs av Delong 1932.  Kybos obrudens ingår i släktet Kybos och familjen dvärgstritar.
Artens utbredningsområde är Arizona. Inga underarter finns listade i Catalogue of Life.